# Карл Фрідріх Гінденбург
Карл Фрідріх Гінденбурґ (нім. Carl Friedrich Hindenburg; * 13 липня 1741, Дрезден — †17 березня 1808, Лейпциг) — німецький математик, професор філософії, фізик.
Його робота, в основному, зосереджувалась на комбінаториці та імовірності.